# (2251) Tikhov
(2251) Tikhov (1977 SU1) – planetoida z pasa głównego asteroid okrążająca Słońce w ciągu 4,47 lat w średniej odległości 2,71 au. Odkryta 19 września 1971 roku.